# Comptage de points au Scrabble
Le tablier du jeu est une grille 15x15, dont certaines cases colorées valorisent la lettre ou le mot placé; lettre compte double, lettre compte triple, mot compte double et mot compte triple. Ces cases augmentent les valeurs des mots posés selon un coefficient indiqué par les règles du jeu de Scrabble.

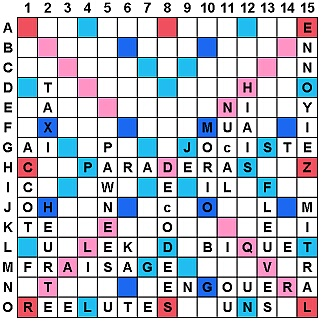
Exemple d'une partie

## Principes
Les joueurs doivent former des mots avec les 7 lettres de leur tirage. Tous les mots doivent être valables, donc un joueur qui met GAGNE avec le G qui forme GA, le coup n'est pas valable et peut être contesté par l'adversaire, parce que GA n'est pas dans l'Officiel du jeu Scrabble. Toutes les lettres (parfois appelées les jetons) ont une valeur précise et fixe. Tous les mots joués marquent des points, donc un joueur qui met GAGNE avec le G qui forme GO, il marque 10 points (7 + 3) s'il n'y a pas de mot ou de lettre sur une case chère. Si le G commun des mots GO et GAGNE est sur une case « mot compte double », la valeur des deux mots est multipliée par deux, donc 20 points ((7 + 3) * 2). Un « pivot » en argot scrabbleur est un coup où une lettre chère est placée sur une case chère et forme deux mots différents en même temps. Par exemple le mot EX joué horizontalement avec le X sur une case « lettre compte triple », et qui forme verticalement les deux mots TE et EX, rapporte 64 points ((10 * 6) + 4). Quand il s'agit d'un mot « collé » contre un ou plusieurs autres mots, ce coup est nommé une « collante ».
Si les 7 lettres sont posées en un seul coup, le joueur obtient un bonus de 50 points ajouté au score obtenu avec les mots formés.

### Valeur des lettres (version française du jeu)
- A,E,I,L,N,O,R,S,T,U : 1 point
- D,G,M : 2 points
- B,C,P : 3 points
- F,H,V : 4 points
- J,Q : 8 points
- K,W,X,Y,Z : 10 points
- Joker : 0 point

Lettre "J" du jeu francophone

Pour les autres langues voir Lettres du Scrabble.

## Les cases chères
Il y a 24 cases lettre compte double indiquées par la couleur bleu clair. Seule la valeur de la lettre placée sur cette case est multipliée par deux et par quatre si la lettre forme deux mots simultanément
```
les cases magiques ne peuvent être comptées qu'une seule fois 
```

Il y a 12 cases lettre compte triple indiquées par la couleur bleu foncé. Seule la valeur de la lettre placée sur cette case est multipliée par trois et par six si la lettre forme deux mots simultanément.
Il y a 17 cases mot compte double indiquées par la couleur rose. La valeur du mot entier est multipliée par deux. Si deux mots sont simultanément placés sur une case mot compte double, les deux valeurs sont multipliées par deux.
Il y a 8 cases mot compte triple indiquées par la couleur rouge. La valeur du mot entier est multipliée par trois. Si deux mots sont simultanément placés sur une case mot compte triple, les deux valeurs sont multipliées par trois.

## Combinaisons des cases
- L'effet multiplicateur d'une case n'est pris en compte que lors du coup où un mot est placé dessus.
- Si un mot est placé sur deux cases roses, la valeur du mot est multipliée par quatre (quadruple).
- Si un mot est placé sur deux cases rouges, la valeur du mot est multipliée par neuf (nonuple).
- Si un mot est placé sur trois cases rouges, la valeur du mot est multipliée par 27.
- Si une lettre est placée sur une case bleu clair et le mot entier est placé sur une case rouge, alors la valeur de la lettre est multipliée par deux puis la valeur du mot par trois. Ceci reste valide pour toutes les combinaisons de cases rouges, roses et bleues.
- La bonification de 50 points pour un scrabble n'est jamais multipliée, quel que soit le placement du mot.

## Référence
- L'Officiel du jeu Scrabble (version 5)